# 2024 XA1
2024 XA1, désignation temporaire C0WEPC5, est un petit astéroïde Apollon et météoroïde (~0,7 m) découvert par V. F. Carvajal dans le cadre du Bok NEO Survey à Kitt Peak-Bok (V00) le 3 décembre 2024.
Cet astéroïde s'est désintégré dans l'atmosphère terrestre au-dessus de la République de Sakha, au nord de Oliokminsk (60,5° N, 119,0° E), en Sibérie orientale, le 3 décembre 2024 à 16 h 15 UTC,. Il s'agit du onzième astéroïde détecté et suivi dans l'espace avant sa chute sur Terre, le quatrième de l'année 2024. Des vidéos du bolide ont été obtenues,.